# Chrysotus tibialis
Chrysotus tibialis är en tvåvingeart som beskrevs av Van Duzee 1924. Chrysotus tibialis ingår i släktet Chrysotus och familjen styltflugor. Inga underarter finns listade i Catalogue of Life.